# 대한민국 헌법 제2장
대한민국 헌법 제2장 국민의 권리와 의무는 대한민국 헌법의 기본권적 인권 부분이다. 즉, 미국의 권리장전이나 프랑스 인권선언과 같은 대한민국의 권리장전이다.

## 구성
- 제10조 인간의 존엄성과 가치 및 행복추구권
- 제11조 평등권
- 제12조 신체의 자유
  - 적법절차의 원칙, 고문을 받지 않을 권리, 영장제도, 변호인의 조력을 받을 권리와 국선변호인 제도, 미란다 원칙, 구속적부심 제도, 자백의 증거능력의 제한
- 제13조 죄형법정주의
  - 일사부재리의 원칙, 형벌 불소급, 소급입법의 제한, 연좌제 금지
- 제14조 거주·이전의 자유
- 제15조 직업 선택의 자유
- 제16조 주거의 자유
- 제17조 사생활의 비밀과 자유
- 제18조 통신의 비밀
- 제19조 양심의 자유
- 제20조 종교의 자유, 국교의 부인, 정·교(政敎)의 분리
- 제21조 언론·출판의 자유, 집회·결사의 자유, 언론·출판에 의한 피해의 보상
- 제22조 학문과 예술의 자유, 저작권의 보호
- 제23조 재산권의 보장, 재산권 행사 공공복리 적합의 원칙, 공공 필요에 의한 재산권의 수용·사용 또는 제한시의 정당한 보상
- 제24조 선거권(보통선거의 원칙)
- 제25조 공무담임권
- 제26조 청원권
- 제27조 재판을 받을 권리, 신속한 재판을 받을 권리, 무죄 추정의 원칙
- 제28조 형사보상
- 제29조 공무원의 불법행위와 그 배상책임
- 제30조 범죄행위로 인한 피해자의 구조
- 제31조 교육을 받을 권리, 교육의 기회 균등, 평생교육의 진흥, 교육의 자주성·전문성·정치적 중립성의 보장, 대학의 자율성
- 제32조 근로의 권리 및 의무, 최저임금제의 시행, 인간의 존엄성을 보장하는 근로조건의 기준, 근로에서의 여성 및 장애인 보호, 연소자의 근로 보호, 국가유공자의 우대
- 제33조 근로자의 단결권·단체교섭권 및 단체행동권의 보장
- 제34조 인간다운 생활을 할 권리, 국가의 사회보장·사회복지의 증진에 노력할 의무, 여자의 복지와 권익의 향상, 국가의 노인과 청소년의 복지향상을 위한 정책을 실시할 의무, 신체장애자 및 병자·노령 기타의 사유로 생활능력이 없는 국민에 대한 국가의 보호, 재해 예방
- 제35조 환경권, 쾌적한 주거생활의 보장
- 제36조 혼인과 가족생활에서의 개인의 존엄과 양성의 평등의 보장, 모성보호, 국민보건
- 제37조 헌법에 열거되지 아니한 국민의 자유와 권리의 존중과 본질적인 내용의 침해 금지
- 제38조 납세의 의무
- 제39조 국방의 의무

## 표제어
- 이탈리아의 현행 헌법, 일본국 헌법, 바이마르 헌법 등도 동일한 표제어를 사용하고 있다.
- 이와 달리 ‘기본권’이라는 표제어를 사용하는 경우는 독일연방공화국 기본법 등이다.

## 같이 보기
- 헌법
- 권리장전
  - 영국의 권리장전
  - 미국의 권리장전
  - 프랑스 인권선언 - 프랑스의 권리장전
  - 세계인권선언 - 유엔권리장전
  - 대한민국의 권리장전